# 英雄の条件
『英雄の条件』（えいゆうのじょうけん Rules of Engagement）は、2000年のアメリカ合衆国のサスペンス映画。監督はウィリアム・フリードキン、出演はトミー・リー・ジョーンズとサミュエル・L・ジャクソンなど。極限状態で発砲を命令した軍人と、彼の正義を信じる戦友の苦悩を描く法廷サスペンス映画である。
原題の「Rules of Engagement」は交戦規定の意である。

## ストーリー
イエメンで米国大使館包囲デモ事件が発生する。米国政府の要請で大使館員救出に向かった海兵隊は、暴徒と化した民衆に銃撃し、一般市民百数十人の死傷者を出した。
発砲を命令したテリー・L・チルダーズ大佐（サミュエル・L・ジャクソン）は軍法会議にかけられる。そんな彼に対し、かつて命を救われた戦友ヘイズ・ホッジス（トミー・リー・ジョーンズ）が弁護を引き受ける。

### 解説
物語の鍵は、在イエメン米国大使館への群集によるデモのシーンでの（A）群集は武装していたか、否か。（B）先に発砲したのは群集か、チルダーズの部隊か。である。

## キャスト
| 役名                        | 俳優                         | 日本語吹替 | 日本語吹替   | 日本語吹替 |
| 役名                        | 俳優                         | ソフト版   | フジテレビ版 |            |
| --------------------------- | ---------------------------- | ---------- | ------------ | ---------- |
| テリー・L・チルダーズ大佐   | サミュエル・L・ジャクソン    | 池田勝     | 屋良有作     |            |
| ヘイズ'ホッジ'ホッジス大佐  | トミー・リー・ジョーンズ     | 堀勝之祐   | 池田勝       |            |
| ビッグス少佐                | ガイ・ピアース               | 家中宏     | 江原正士     |            |
| モーリン大使                | ベン・キングズレー           | 三木敏彦   | 清川元夢     |            |
| ソーカル大統領補佐官        | ブルース・グリーンウッド     | 野島昭生   | 羽佐間道夫   |            |
| モーリン大使夫人            | アン・アーチャー             | 吉沢希梨   | 一城みゆ希   |            |
| リー大尉                    | ブレア・アンダーウッド       | 楠大典     | 西凜太朗     |            |
| H・ローレンス・ホッジス将軍 | フィリップ・ベイカー・ホール | 鈴木泰明   | 富田耕生     |            |
| ペリー将軍                  | デイル・ダイ                 | 渡部猛     | 中村正       |            |
| ビン・リー・カオ大佐        | バオアン・コールマン         |            | 秋元羊介     |            |
| トム・チャンドラー大尉      | マーク・フォイアスタイン     | 横堀悦夫   | 内田直哉     |            |
| アマー医師                  | アミドゥー                   |            | 仲野裕       |            |
| E・ワーナー判事             | リチャード・マゴナグル       | 長克巳     | 小島敏彦     |            |
| ヘイズ・ホッジス三世        | ニッキー・カット             |            | 加瀬康之     |            |
| ラジオDJの声                | フランク・ウェルカー         |            |              |            |

- フジテレビ版：初回放送2003年9月13日『ゴールデンシアター』

## 人種差別的描写と反感
本作品のアラブ人の特徴の描写は人種差別であると広範囲に及ぶ批判を招いた。アメリカ・アラブ反差別委員会は、「おそらく、これまでのハリウッドの作品で最もアラブ人に対して差別的な作品」と評した。
ボストングローブ紙のポール・クリントンは、「悪く言えば、露骨に人種差別的で、風刺漫画の悪役のようにアラブ人を利用している」と評した。
映画評論家マーク・フリーマンは、「（本作品において）イエメン人は、考えられるうちの最も人種差別的な描かれ方をした。フリードキン監督は、イエメン人のこわばった表情を誇張し、また、彼らの奇怪な容姿や様式、辛辣な言語、暴力への強い欲求を誇張した。（本作品の鍵となる）"真実"が終盤で開明されるとき、本作品の人種差別的意図はより強調される。本作品のメッセージとは、アメリカに批判的な勢力や女子供を殺すことを活発に許容する必要性のことだ」と評した。

## 作品の評価
Rotten Tomatoesによれば、98件の評論のうち高評価は37%にあたる36件で、平均点は10点満点中5点、批評家の一致した見解は「脚本には説得力がなく、法廷でのアクションにも魅力がない。」となっている。
Metacriticによれば、31件の評論のうち、高評価は7件、賛否混在は14件、低評価は10件で、平均点は100点満点中45点となっている。